# Bülk (Schiff)
Die Bülk ist ein Hafen- und Seeschlepper der Schlepp- und Fährgesellschaft Kiel (SFK). Der Schlepper besetzte bis 2021 die Bereitschaftsposition Kieler Förde für das deutsche Notschleppkonzept Ostsee. Ansonsten übernimmt er die üblichen Aufgaben eines Hafenschleppers und assistiert Seeschiffen beim Einlaufen in die Schleusen des Nord-Ostsee-Kanals in Kiel.

## Geschichte
Die Bülk wurde 1987 unter der Baunummer 597 auf der Hamburger Werft Johann Oelkers gebaut. Die Kiellegung fand am 5. November 1986, der Stapellauf am 10. August 1987 statt. Die Fertigstellung des Schleppers erfolgte im November 1987.
2025 wurde die Bülk an eine Reederei in Triest verkauft, die sie in Hulk umbenannte.

## Technische Daten
Der Schlepper wird von zwei Achtzylinder-Viertakt-Dieselmotoren des Herstellers Motorenwerke Mannheim (MWM) mit einer Leistung von jeweils 1160 kW angetrieben. Die Motoren vom Typ TBD 440-8 K wirken über Getriebe auf zwei Ruderpropeller. Der Schlepper erreicht damit eine Geschwindigkeit von bis zu 13 kn. Weiterhin verfügt der Schlepper über ein Bugstrahlruder mit einer Leistung von 220 kW.
Für die Stromversorgung stehen zwei Generatoren mit einer Scheinleistung von jeweils 50 kVA zur Verfügung.
Der Pfahlzug des Schleppers beträgt 40 t. Der Schlepper ist mit Bergungs- und Feuerlöschpumpen mit bis zu 720 m³/Std. ausgestattet. Der Rumpf des Schleppers ist eisverstärkt, der Schlepper mit der Eisklasse E1 klassifiziert.